# 平井参次
平井 参次（ひらい さんじ、1901年〈明治34年〉3月1日 - 没年不明）は、日本の実業家。

## 経歴
兵庫県印南郡志方町出身。高等小学校を卒業。1924年、食肉卸業開業。
印南郡食肉卸組合長、同郡家畜商組合長、日本食肉協会理事、兵庫県食肉衛生組合副理事長、兵庫県家畜商業協組理事、兵庫県食肉輸入共同組合副理事長、志方食肉卸小売組合名誉会長、兵庫県食肉卸組合連合会会長、兵庫県食肉環境衛生同業組合・同食肉協同組合相談役、志方町教育委員などをつとめる。

## 人物
趣味は碁、乗馬。宗教は浄土真宗。住所は兵庫県印南郡志方町志方。家族は妻、次男、次女、孫がいる。

## 栄典
- 1971年 - 勲五等瑞宝章（畜産功労）[2]